# Plectorhinchus harrawayi
Plectorhinchus harrawayi es una especie de peces de la familia Haemulidae en el orden de los Perciformes.

## Morfología
• Los machos pueden llegar alcanzar los 105 cm de longitud total.

## Distribución geográfica
Se encuentra desde el Mar Rojo y la África Oriental hasta Aldabra.